# Nỗi ám ảnh (tiểu thuyết)
Nỗi ám ảnh (The Zahir/ O Zahir) là tiểu thuyết xuất bản năm 2005 của nhà văn Brazil Paulo Coelho. Tương tự như tác phẩm Nhà giả kim trước đó, truyện kể về một cuộc hành hương của nhân vật chính – chủ đề của truyện là tình yêu, sự mất mát và ám ảnh.
Zahir được viết bằng tiếng Bồ Đào Nha, và đã được dịch sang 44 thứ tiếng. Tác phẩm được xuất bản lần đầu tiên ở Iran, bản dịch tiếng Ba Tư, bởi nhà xuất bản Caravan. Tuy nhiên, sách đã bị cấm ở Iran vài tháng sau khi xuất bản, trong Hội chợ Sách Quốc tế Tehran lần thứ 18.
Nội dung tiểu thuyết có tính tự truyện cao – là nguyên nhân dẫn đến một cuộc công kích đối với chủ nghĩa ích kỷ nông cạn được đề cập trong sách trên báo chí Anh. Coelho dựa theo tên của phóng viên chiến trường – tác giả người Anh Christina Lamb làm nguồn cảm hứng cho nhân vật Esther trong The Zahir.

## Nội dung
Zahir có nghĩa là 'hiển nhiên' hoặc 'dễ thấy' trong tiếng Ả Rập. Câu chuyện xoay quanh cuộc đời của người kể chuyện, một tiểu thuyết gia bestseller, đặc biệt tập trung vào cuộc tìm kiếm người vợ mất tích của anh, Esther. Ạnh được hưởng mọi đặc quyền mà tiền bạc và người nổi tiếng mang lại. Anh bị cảnh sát và báo chí nghi ngờ có hành vi xấu – khi họ nghi ngờ anh có thể đóng một vai trò nào đó trong vụ mất tích không thể giải thích được của vợ anh khỏi ngôi nhà ở Paris của họ.
Sự mất tích của người vợ khiến nhân vật chính buộc phải đánh giá lại cuộc sống – cũng như cuộc hôn nhân của mình. Người kể chuyện không thể tìm ra điều gì đã dẫn đến sự biến mất của Esther. Cô ấy bị bắt cóc hay đã từ bỏ cuộc hôn nhân? Anh gặp Mikhail, một người bạn của Esther, trong một buổi giới thiệu sách. Anh biết được từ Mikhail rằng Esther, người từng là phóng viên chiến trường – ngược lại với mong muốn của chồng, đã ra đi để tìm kiếm sự bình an, vì cô gặp khó khăn khi chung sống với chồng. Để tìm thấy Esther, trước tiên anh phải tìm ra chính mình.
Mikhail giới thiệu với anh về tín ngưỡng và phong tục của mình, cùng sứ mệnh lan tỏa tình yêu thương của anh qua việc tổ chức các buổi họp trong nhà hàng và gặp gỡ những người vô gia cư sống trên đường phố. Anh nói với nhân vật chính về những giọng nói anh nghe được – và suy nghĩ của anh về điều đó. Nhân vật chính hỏi ý kiến người yêu hiện tại của mình, Marie, về cuộc gặp gỡ với Mikhail. Cô cảnh báo rằng Mikhail có thể bị động kinh. Tuy nhiên, cô cũng khuyên anh nên tìm kiếm Zahir như mong muốn, mặc dù cô muốn anh ở lại với cô.
Người kể chuyện cuối cùng quyết định đi tìm Zahir của mình. Vì Esther là người ban đầu đưa Mikhail từ Kazakhstan đến Pháp, nhân vật chính nghi ngờ rằng cô có thể đang ở Kazakhstan. Ban đầu, anh tò mò về điều đã khiến Esther ra đi, nhưng sau đó nhận ra rằng những rắc rối trong mối quan hệ của cô và chồng có thể là nguyên do chính. Sau đó, anh phát hiện ra vợ muốn tìm hiểu thêm về bản thân thông qua việc làm thảm. Cuối cùng, người kể chuyện tìm được Zahir của mình – và kết quả của cuộc gặp gỡ này dẫn đến cao trào của tác phẩm. Thông qua cuộc hành trình của người kể chuyện từ Paris đến Kazakhstan, Coelho khám phá ra những ý nghĩa khác nhau của tình yêu và cuộc sống.
Trong một chủ đề lặp lại trong sách, Coelho so sánh hôn nhân giống như một cặp đường ray ở bên nhau mãi mãi nhưng không thể tiến gần hơn. Nội dung tác phẩm là về cuộc hành trình từ hôn nhân và tình yêu trì trệ – đến việc nhận ra sức hút vô hình nhưng ngày càng gia tăng giữa hai tâm hồn.